# Fàbrica d'indianes d'Oleguer Iglésias
La fàbrica d'indianes d'Oleguer Iglésias era un edifici situat al carrer de l'Arc del Teatre del Raval de Barcelona, actualment desaparegut.

## Història

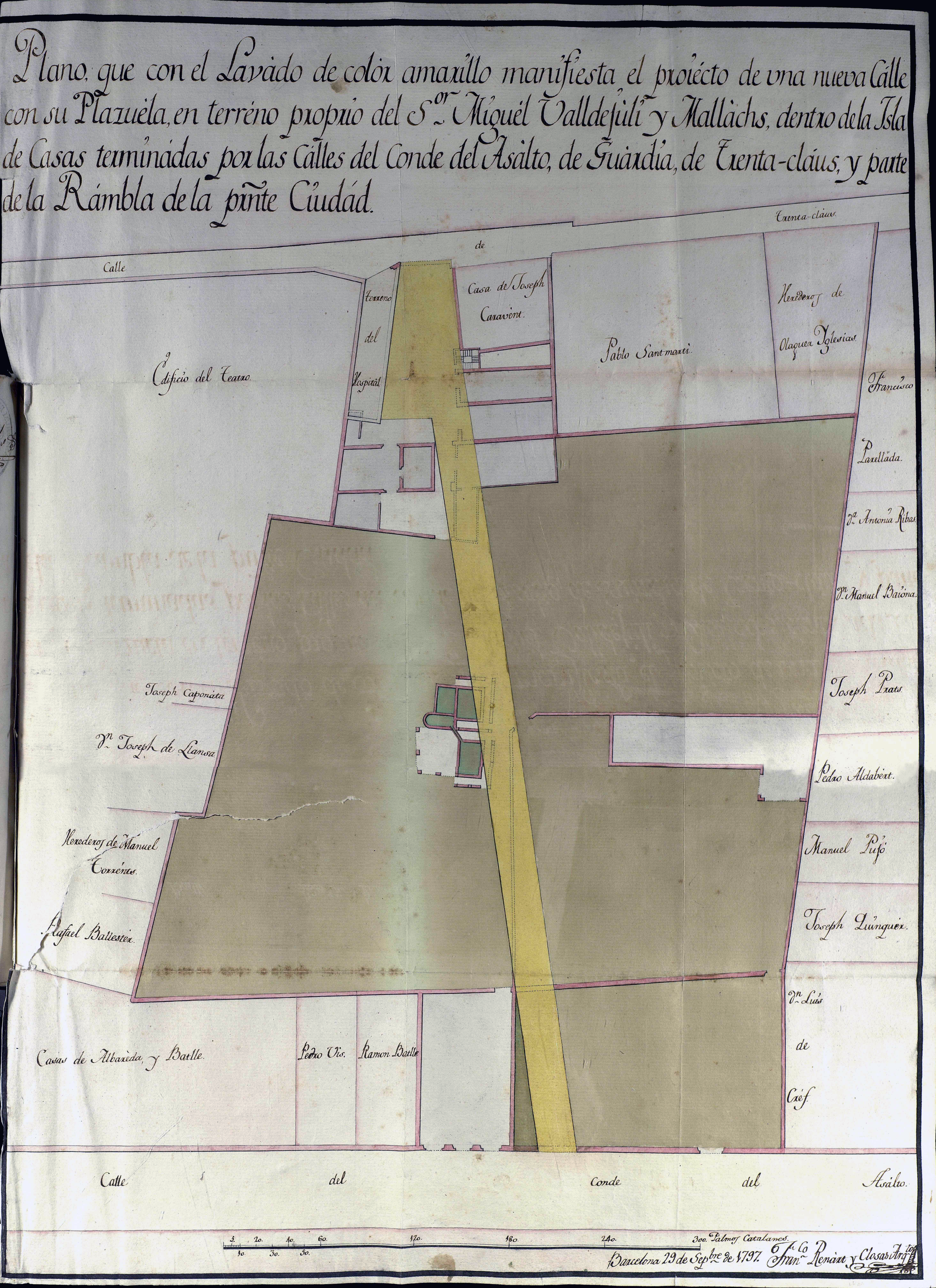
Projecte d'obertura del carrer de Lancaster. A dalt i a la dreta hom pot llegir «Herederos de Olaguer Iglesias»

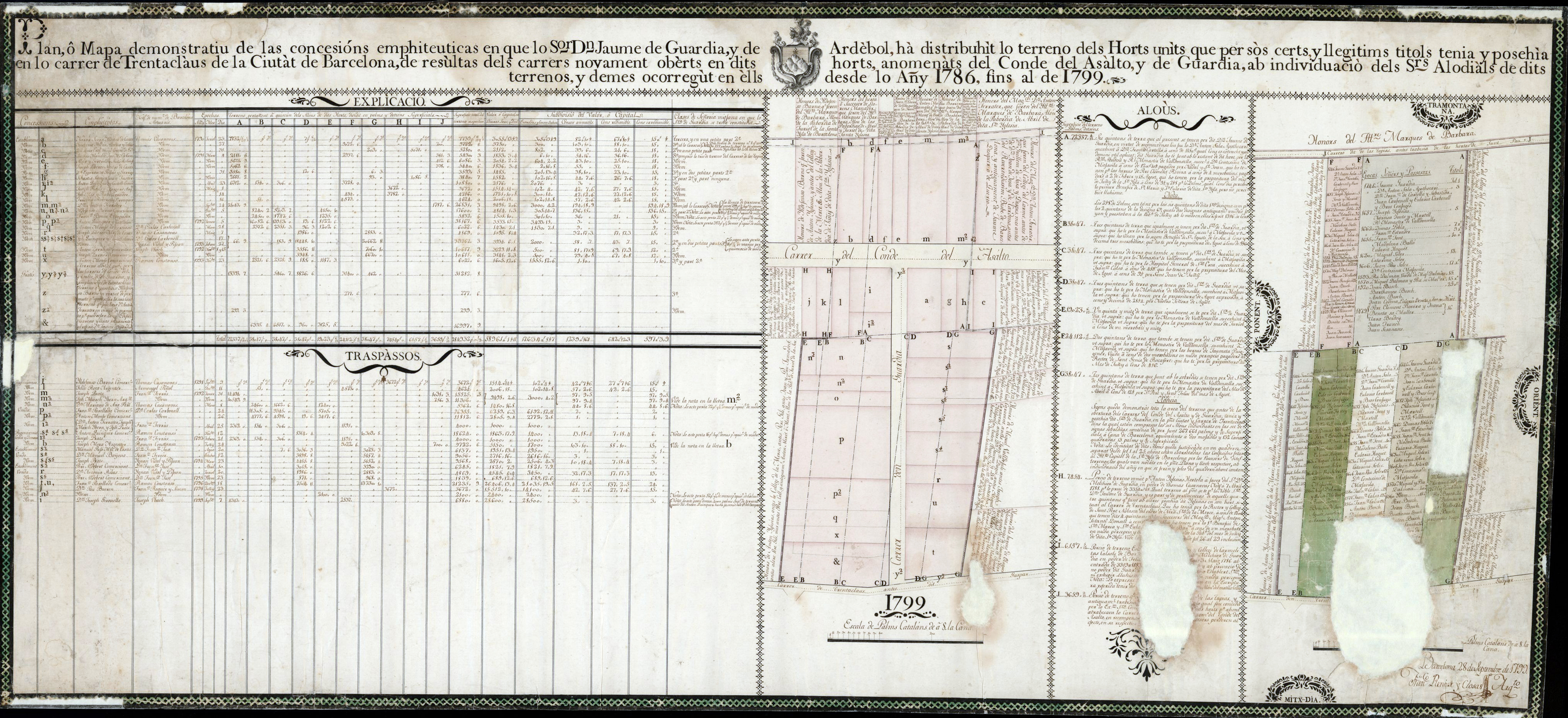
Parcel·lació dels terrenys de Jaume Guàrdia. A baix i a la dreta hom pot llegir «Honórs dels hereus de Olaguer Iglesias antes de Jaume Alardies»

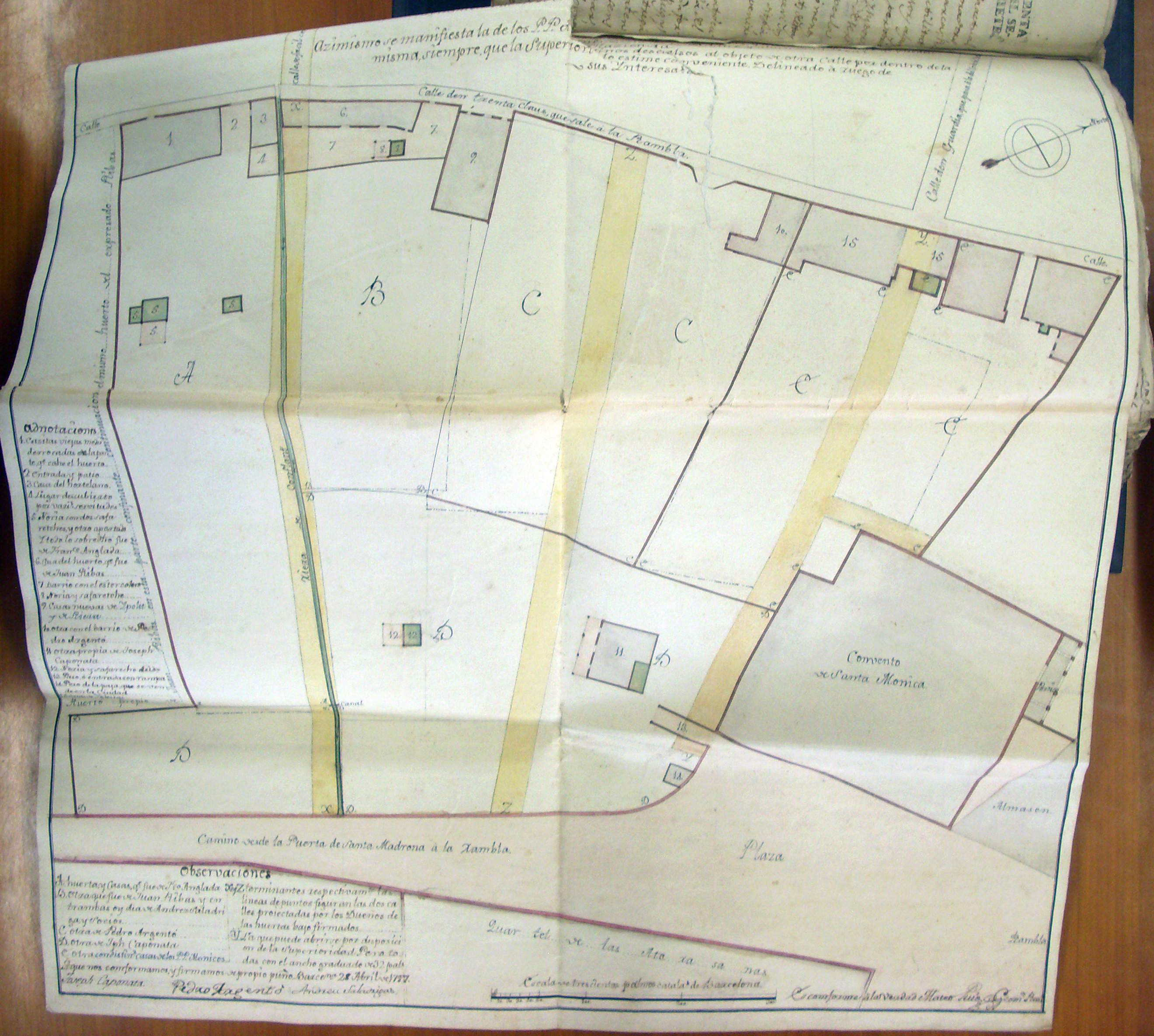
Projecte d'obertura de carrers als horts del voltant del Convent de Santa Mònica (1797). El núm. 15 correspon a la casa-fàbrica

El 1762, l'hortolà Oleguer Iglésias i Valls va obtenir dels Agustins Descalços del convent de Santa Mònica l'establiment en emfiteusi d'unes casetes al carrer d'en Trentaclaus (actualment Arc del Teatre), on establiria una fàbrica d'indianes, que el 1772 era interessada en la Reial Companyia de Filats de Cotó, amb 12 telers.
El 1775, Iglésias va adquirir a Jaume Alardies una finca a l'altra banda del carrer, on hi havia una casa i un joc de pilota. El 1783, va constituir la societat Olaguer, Francesca Iglésias i Fill (fàbrica d'indianes de Nostra Senyora de la Mercè i Sant Francesc de Paula), amb 5.000 lliures de capital, i un termini de 8 anys, incorporant el seu primogènit Oleguer Iglésias i Capdevila com a soci, amb una participació de 1/6 part en els beneficis, però sense patir pèrdues si aquestes es produïen. L'administració quedava reservada per a Oleguer pare, mentre que Oleguer fill s'encarregaria de la fabricació, amb un salari de 300 lliures anuals i habitació a la casa-fàbrica.
El fundador va morir el 3 maig del 1784, i la seva vídua Francesca Capdevila es va declarar en concurs de creditors. El 1789, un altre dels seus fills, Francesc Iglésias i Capdevila, es va establir a Mèxic, on va fundar una pròspera fàbrica d'indianes, base de la novel·la històrica El Estampado Perfecto (2020) de l'historiador Walter Arias.
El 1799, s'anunciava la venda de les dues finques del carrer de Trentaclaus i d'un prat d'indianes a la Marina de Sants, i el 1811, el pintor d'indianes Antoni Iglésias i Capdevila va demanar permís per a enderrocar parcialment la casa-fàbrica, que amenaçava ruïna. El 1814 se'n va ensorrar la part que donava a l'hort del convent, trencant les rodes de la sínia i omplint el safareig de runa, quedant la resta en perill d'esfondrar-se. Segons un dictamen de l'arquitecte municipal Josep Mas i Vila, les causes eren no tan sols l'antiguitat, sinó també el fet que les parets eren majoritàriament de tàpia i que Antoni Iglésias hi havia tret diverses bigues i marcs que travaven l'edifici. Davant d'aquesta situació i a causa de la manca de recursos econòmics, l'any següent la vídua Teresa Alabau i el seu fill Joaquim Iglésias i Alabau van restituir la propietat als frares. Finalment, el 1840, l'altre solar va ser venut en subhasta pública, i posteriorment reedificat.